# Stari Grad (urbanistička cjelina)
Urbanistička cjelina grada Starog Grada predstavlja zaštićeno kulturno dobro.

## Opis dobra
Stari Grad na dnu dubokog Starogradskog zaljeva na otoku Hvaru osnovan je kao helenistički polis 385. godine pr. Kr. na mjestu ilirskog naselja. Bio je značajno kasnoantičko i ranokršćansko središte. U ranom srednjm vijeku stagnira, ano nastavlja se razvijati u 15. st. Stari Grad kakvim ga danas doživljavamo oblikovan je u 19. stoljeću, iako u sebi ima sačuvane građevine iz svoje dugačke povijesti među kojima se ističu renesansni i barokni ljetnikovci. Povijesni grad čiju urbanu strukturu karakterizira pravilna mreža ulica s trgovima Škor i Podloža, te trgom pred Tvrdaljem Petra Hektorovića je na južnoj strani zaljeva, dok je na sjevernoj Molo Selo - težačko naselje nastalo sredinom 17. st.

## Zaštita
Pod oznakom Z-5098 zavedena je pod vrstom "kulturno-povijesna cjelina", pravna statusa zaštićena kulturnog dobra, klasificirano kao "urbana cjelina".